# Хоскинг, Хлоя
Хлоя Хоскинг (англ. Chloe Hosking; род. 1 октября 1990, Бендиго) — австралийская шоссейная велогонщица.

## Карьера
Хоскинг родился в городе Бендиго, штат Виктория, позднее переехала в пригород Канберры район Кэмпбелл расположенный в Австралийской столичной территории. В детстве она играла в хоккей на траве и занималась скалолазанием на национальном уровне, однако после травмы попросила своего отца, увлеченного велосипедиста, помочь ей заняться велоспортом.
Хоскинг начинала как трековая велогонщица выступая в юниорском возрасте за Канберрский велосипедный клуб и добившись значительных успехов. Впервые участвовала в соревнованиях по велоспорту в 2002 году в возрасте двенадцати лет и впервые представляла Австралию на международных соревнованиях в 2007 году в возрасте семнадцати лет. В 2008 году стала чемпионкой Австралии по трековому велоспорту в скретч в возрастной категории до 19 лет (U19). 
Несмотря на успехи на треке, в 2007 году она переключила свое внимание на соревнования по шоссейному велоспорту. Сейчас она специализируется на шоссейных велогонках, будучи сильным спринтером и способным горняком, с упором на спринтерские задачи в групповых финишах из отрыва перед пелотоном.
В 2008 году Хоскинг выступила на чемпионате мира по шоссейному велоспорту среди юниоров в ЮАР, где она заняла 37-е место в групповой гонке. В 2009 году переехала в Европу, чтобы участвовать в соревнованиях за нидерландский клуб Moving Ladies, а в конце года подписала контракт с ведущей профессиональной командой HTC-Columbia Women. Вскоре после этого она стала первой гонщицей команды HTC-Columbia Women, выигравшей гонку в 2010 году, одержав победу на Чемпионате Австралии по шоссейному велоспорту в дисциплине критериум.
На Играх Содружества 2010 года в Дели (Индия) завоевала бронзовую медаль в групповой гонке протяжённостью 112 км. После гонки выяснилось, что австралийской команде состоявшей из шести гонщиц было приказано работать на победу Хоскинг, а не ветерана команды Рошелль Гилмор. Однако в финальном спринте первой линию финиша пересекла именно Гилмор, выиграв золотую медаль, опередив представительницу Англии Лиззи Армитстед, занявшую второе место, и оставив Хоскинг на третьем месте. По итогам сезона 2010 года Хоскинг заняла 52-е место в Женском мировом шоссейном рейтинге UCI 2010 года и была моложе любой из гонщиц, занявших место выше неё.
В 2012 году была включёна в состав сборной Австралии на летних Олимпийских играх в Лондоне. На них выступила в групповой гонке, но не вписалась в лимит времени.
На Играх Содружества 2014 года Глазго (Шотландия) заняла 52-е место в групповой гонке.
В октябре того же года было объявлено о её переходе в команду Wiggle Honda, после двух проведённый сезонов в Team Coop-Hitec Products. Ее сезон 2015 года был сокращен из-за травмы руки в июле.
В 2018 году стала чемпионкой На Играх Содружества в Голд-Кост, (Австралия) стала чемпионкой победив в групповой гонке.
В октябре 2020 года подписала двухлетний контракт с командой Trek-Segafredo с сезона 2021 года.

## Личная жизнь
Вне велоспорта Хоскинг получила степень бакалавра коммуникаций в Университете Гриффита по специальности журналистика. и продолжила обучение чтобы получить степень доктора юридических наук.
Хоскинг замужем за Джеком Линдси, с которым она познакомилась в начальной школе в Канберре. Линдси, опытный руководитель и предприниматель, ушёл с должности генерального директора технологической компании и в 2021 году переехал в Европу, чтобы вернуться в полупрофессиональный хоккей на траве. Пара поженилась в Канберре 7 февраля 2018 года в окружении небольшой группы близких друзей и семьи.

## Palmarès
2009
Мастертон Кап
Тур острова Чунмин
генеральная классификаиция
1-й и 3-й этапы
2-я на Терме Кассеейеномлоп
3-я на Тур Бохума
2010
 Чемпионат Австралии — групповая гонка U23
2-я на Чемпионат Австралии — критериум
2-я на Гран-при Руселаре
 Игры Содружества — групповая гонка
2011
Тур Даун Андер
3-й этап на Многодневная гонка Сан-Димас
3-й этап на Тур острова Чунмин
1-й этап на Тур Тюрингии (TTT)
2-й этап на Трофи д’Ор (TTT)
1-й этап на Джиро Донна (TTT)
2-я на Чемпионат Австралии — групповая гонка U23
3-я на Чемпионат Австралии — критериум
6-я на Чемпионат мира — групповая гонка
2012
Drentse 8 van Dwingeloo
Халле — Бёйзинген
5-й этап на Рут де Франс феминин
4-я на Тур острова Чунмин Кубок мира
2013
Тур Катара
2-я в генеральной классификации
1-й этап
5-й этап на Холланд Ледис Тур
2-я на Тур острова Чунмин
3-я на Ронде ван Гелдерланд
4-я на Тур Дренте
2014
Омлоп ван Борселе
3-й этап на Тур Бельгии
3-я на Тур Катара
2015
7-Dorpenomloop van Aalburg
Классика Морбиана
2-я на Тур Катара
2-я на Novilon Euregio Cup
2-я на Гран-при Доттиньи
3-я на Гент — Вевельгем
5-я на Тур Дренте
2016
4-й этап на Тур Катара
Тур острова Чунмин
генеральная классификация
2-й этап
La course by Le Tour de France
Гран-при Бруно Бегелли
3-й этап на Джиро Донна
3-й этап на Рут де Франс феминин
2-я на La Madrid Challenge by La Vuelta
5-я на Опен Воргорда TTT
7-я на Чемпионат мира — групповая гонка
2017
Drentse 8
3-й этап на Тур Даун Андер
3-й этап на Вуменс Тур
Тур Норвегии
6-я на в генеральной классификации
2-й этап
2-я на Омлоп ван хет Хегеланд
2-я на Гран-при Доттиньи
3-я на Тур острова Чунмин
6-я на Опен Воргорда RR
7-я на La Madrid Challenge by La Vuelta
10-я на Тур Дренте
2018
 Игры Содружества — групповая гонка
4-й этап на Тур Даун Андер
Кэдел Эванс Грейт Оушен Роуд Вумен
2-я на Омлоп ван хет Хегеланд
2-я на Три дня Де-Панне
3-я на Херальд Сан Тур
3-я на Drentse 8 van Westerveld
3-я на Тур Дренте
4-я на RideLondon-Classique
9-я на Тур острова Чунмин
2019
4-й этап на Тур Даун Андер
1-й этап на Херальд Сан Тур
1-я этап на Джиро ди Тоскана — Мемориал Микелы Фанини
2-я этап на La Madrid Challenge by La Vuelta
Тур Гуанси
4-я на Опен Воргорда RR
2020
 Чемпионат Австралии — критериум
1-й этап на Тур Даун Андер
7-й этап на Тур Ардеш
Гран-при Исберга
6-я на Кэдел Эванс Грейт Оушен Роуд Вумен
2021
4-й этап на Тур Норвегии
3-й этап на Тур Ардеш
3-я на Ле-Самен
3-я на Чемпионат Австралии — критериум
2022
Опен Воргорда TTT
2-я на Bloeizone Fryslân Tour

### Рейтинги
| Год                 | 2009 | 2010 | 2011 | 2012 | 2013 | 2014 | 2015 | 2016 | 2017 | 2018 | 2019 | 2020 | 2021 | 2022  | 2023  |
| ------------------- | ---- | ---- | ---- | ---- | ---- | ---- | ---- | ---- | ---- | ---- | ---- | ---- | ---- | ----- | ----- |
| Мировой рейтинг UCI | 16-й | 52-й | 24-й | 24-й | 19-й | 45-й | 25-й | 11-й | 13-й | 13-й | 38-й | 31-й | 59-й | 145-й | 854-й |
| Мировой тур UCI     |      |      |      |      |      |      |      | 9-й  | 10-й | 17-й | 23-й | 50-й | 43-й | 89-й  | 240-й |
|                     |      |      |      |      |      |      |      |      |      |      |      |      |      |       |       |
| Источник: UCI       |      |      |      |      |      |      |      |      |      |      |      |      |      |       |       |